# Municipio de Puente Nacional
El municipio de Puente Nacional es uno de los 212 municipios en que se encuentra dividido el estado mexicano de Veracruz. Su cabecera es la población de Puente Nacional.

## Geografía
El municipio se encuentra localizado en la zona central del estado de Veracruz, en la denominada Región del Sotavento. Tiene una extensión territorial de 385 257 kilómetros cuadrados que representan el 0.53 % de la extensión total de Veracruz. Sus coordenadas geográficas extremas son 19°11′ - 19°26′ de latitud norte y 96°22′ - 96°49′ de longitud oeste, y su altitud va de un mínimo de 100 a un máximo de 800 metros sobre el nivel del mar.
El municipio limita al norte con el municipio de Tlaltetela, el municipio de Apazapan, el municipio de Emiliano Zapata y el municipio de Actopan, al noreste con el municipio de Úrsulo Galván y al este con el municipio de La Antigua; al sur limita con el municipio de Paso de Ovejas, el municipio de Comapa y el municipio de Tlacotepec de Mejía; y finalmente al oeste con el municipio de Totutla.

## Demografía
De acuerdo a los resultados del Censo de Población y Vivienda de 2020 realizado por el Instituto Nacional de Estadística y Geografía, la población total del municipio de Puente Nacional asciende a 23 544 personas, de las que 12 051 son mujeres y 11 493 son hombres.
La densidad poblacional es de 56.07 habitantes por kilómetro cuadrado.

### Localidades
El municipio incluye en su territorio un total de 140 localidades. Las principales, considerando su población del censo de 2020 son:
| Localidad       | Población |
| Total Municipio | 23 544    |
| Cabezas         | 6 913     |
| Chichicaxtle    | 2 009     |
| Casa Blanca     | 1 764     |
| El Palmar       | 1 124     |
| Tamarindo       | 891       |
| Puente Nacional | 306       |

## Política

### Representación legislativa
Para la elección de diputados locales al Congreso de Veracruz y de diputados federales a la Cámara de Diputados federal, el municipio de Puente Nacional se encuentra integrado en los siguientes distritos electorales:
Local:
- Distrito electoral local de 13 de Veracruz con cabecera en Dos Ríos.[4]

Federal:
- Distrito electoral federal 8 de Veracruz con cabecera en Xalapa Enríquez.[5]